# Sonowangi
Sonowangi is een bestuurslaag in het regentschap Malang van de provincie Oost-Java, Indonesië. Sonowangi telt 4102 inwoners (volkstelling 2010).